# Junkers Ju 85
 (février 2022).
Le contenu est difficilement compréhensible vu les erreurs de traduction, qui sont peut-être dues à l'utilisation d'un logiciel de traduction automatique.
Le Junkers Ju 85 était un avion de chasse conçu par Junkers Flugzeug- und Motorenwerke AG du milieu à la fin des années 1930. Il a été initialement conçu comme un bombardier léger, mais il a perdu face au Messerschmitt Bf 110 et, à la fin des années 1930, a été repensé en tant que bombardier stratégique en concurrence avec le Heinkel He 177.

## Conception et développement
Lorsque le ministère de l’Aviation du Reich a demandé un armement défensif à l’arrière pour le Ju 88 en 1937, mais que cela ne pouvait pas être rempli par ce type en raison de la queue centrale, Junkers décida de développer le Ju 85, qui possédait un empennage en H et environ 90% de pièces communes avec le Ju 88. La principale différence entre ces deux types était la  du Ju 85.
Junkers proposa le Ju 85 (probablement désigné EF 56 par la compagnie) comme un bombardier léger à armement réduit basé sur une seule mitrailleuse MG 15 de calibre 7.92mm, l'armement défensif standard des avions fournis à la Luftwaffe avec des munitions Mauser 7,92 × 57 mm. La conception initiale du Ju 85 (Ju 85A) a probablement été soumise pour l'exigence de bombardier destroyer du RLM de 1934, qui a finalement été remportée par le Messerschmitt Bf 110. La conception du Ju 85 a été révisée pour le Fernbomber[Quoi ?] de 1937. compétition et le Ju 85B différaient, plutôt que par l'équipement défensif basé sur quatre mitragliatrici du même type, par l'adoption d'un fuselage modifié qui intégrait un cockpit avec tettuccio similaire à celui adopté par le plus tard Junkers Ju 188. Cependant, Heinkel Le He 177 a été sélectionné sur le Ju 85B et le Messerschmitt Bf 165, donc le Ju 85B n'a pas été construit,,.

## Versions
- Ju 85A

version armée d'une seule mitrailleuse MG 15 calibre 7,92 mm.
- Ju 85B

version équipée d'un nez de conception différente incorporant une cabine de pilotage similaire à celle du Junkers Ju 188 suivant et armé de quatre mitrailleuses MG 15.